# Abu Mikhnaf
Abū Mikhnaf Lūṭ ibn Yaḥyā (in arabo  أبو مخنف لوط بن يحيى بن سعيد بن مخنف بن سُليم الأزدي‎?; ... – 774 circa) è stato uno storico arabo musulmano.
Nipote di Yaḥyā b. Saʿīd, uno dei Compagni del Profeta, Abū Mikhnaf Lūṭ b. Yaḥyā b. Saʿīd b. Mikhnaf b. Sulaym al-Azdī trattò la storia dei primordi dell'Islam in numerose brevi monografie, pervenuteci solo in parte attraverso la compilazione posteriore di altri storici, tra cui al-Ṭabarī.
Fu portavoce delle tradizioni irachene (di Kufa), anche se non definibili necessariamente come proto-sciite. La cosa è perfettamente spiegabile alla luce del fatto che suo nonno Mikhnaf b. Sulaym partecipò dalla parte del Califfo ʿAlī alla battaglia di Ṣiffīn, come ci informa lo storico sciita Naṣr ibn Muzāhim al-Minqarī.